# Jean-Baptiste Thibault de Chanvalon
Pour les articles homonymes, voir Thibault et Abbé de Chanvalon.
Jean Baptiste Mathieu Thibault de Chanvalon, né le 23 mars 1723 à Marin (Martinique) et mort le 21 janvier 1788 à Paris, est un botaniste français, intendant de Guyane.
Il est le fils de Jean-Baptiste Thibault de Chanvalon (1695-22 mai 1724), conseiller au Conseil supérieur de la Martinique, et de Luce Prunes, fille de Mathieu Prunes et d'Élisabeth Dorange, descendante d'une des premières familles de colons installées à la Martinique.

## La Martinique
Son père étant mort peu après sa naissance, il est envoyé chez ses grands-parents en France, y fait ses études et devient avocat en 1742. Il part à Paris pour étudier les sciences avec Réaumur et Antoine de Jussieu. Il devient membre ordinaire de l'Académie de Bordeaux le 10 mars 1748. Il quitte Paris pour la Martinique en 1751, où il reprend la direction de la maison de son père à Rivière-Pilote.
Il est membre du conseil supérieur de l'île de la Martinique et chargé d'en dresser la statistique. Il publie Voyage à la Martinique (1763), qui présente l'étonnante description des "Américains", et affiche un goût pour Locke et la création de la Pennsylvanie. Chanvalon s'illustre également comme botaniste et donne son nom à un genre d'arbustes et d'arbrisseaux, de la famille des vacciniées, comprenant plus de 40 espèces qui croissent sur les montagnes des régions tropicales des deux hémisphères et qui s'appelle la Thibaudie (thibaudia).
Un ouragan détruit sa maison dans la nuit du 12 au 13 septembre 1756. À la suite de cette destruction, il décide de revenir en France et est fait prisonnier pendant ce voyage par les Anglais. Rapidement libéré et de retour à Paris, il présente en 1761 à l'Académie des sciences des notes sur son ouvrage «Voyage à la Martinique (1751-1756)».

## Intendant en Guyane et le désastre de Kourou
Il s'emploie à faire publier son ouvrage sur la Martinique quand Choiseul, après la perte du Canada en 1763, décide de recentrer la politique coloniale de la France sur les Antilles et de développer la Guyane, appelée France équinoxiale, en y encourageant l'immigration d'Européens. Il est nommé intendant pour la nouvelle colonie de Guyane en 1763, et le chevalier Turgot, Étienne François Turgot(1721-1789), frère du contrôleur-général, gouverneur général, et Antoine Brûletout de Prefontaine, commandant. Le développement se fait en laissant de côté la colonie de Cayenne et le personnel colonial, ce qui va engendrer brouille et ressentiments. De plus une animosité naît dès le début entre le chevalier Turgot et Chanvalon. Préfontaine écrit au ministre au sujet du chevalier Turgot : «Il se plaignait que je travaillais assidûment avec l’intendant, et rarement avec lui. Pouvais-je donc le suivre en Normandie où il était tous les mois quinze jours ? De plus, je l’avouerai, il était si décousu que j’augurais mal des affaires si elles venaient à dépendre entièrement de sa volonté». Le chevalier Turgot accuse Chanvalon de vouloir s'enrichir avec la traite des esclaves.
La publicité faite à travers l'Europe, comme au Canada, sur ce projet attire une foule de 15 000 colons à Rochefort et dans différents ports d'où partiront les convois de colons.
Préfontaine part le premier sur le Jason de Rochefort le 16 mai 1763 avec 127 hommes et arrive à Cayenne le 8 juillet. Chanvalon arrive à Kourou avec un convoi de bateaux transportant 1 465 colons qui débarquent à Cayenne le 20 décembre 1763, tandis que le gouverneur demeure à Paris pour organiser les départs. L'arrivée massive de colons, près de 9 000 selon certaines sources (d'autres estiment le nombre à 17 000), sans aucune préparation préalable, va entraîner des pertes humaines considérables. La moitié meurent, 3 000 sont rapatriés. Il n'en reste plus que 1 785 en février 1765. Il en résulte une haine entre Chanvalon et le gouverneur général, le chevalier Turgot, qui était resté à Paris mais dont le roi exige qu'il se rende à Cayenne pour enquêter en décembre 1764.

## Condamnation et réhabilitation
Le 31 août 1764, le roi rappelle Chanvalon. Il est arrêté avec ses adjoints à Kourou à la fin décembre 1764 sur ordre du gouverneur et transféré en France à l'été 1765. Le chevalier Turgot nomme de Querdisien "ordonnateur pendant la détention de l'intendant".
Après le désastre de l'expédition de Kourou et la menace d'un scandale politique, alors que Louis XV vient de reprendre la main sur le Parlement (discours de la flagellation), après une enquête uniquement à charge, il est condamné en 1767 à rembourser les concessionnaires sur ses biens personnels qui sont mis sous séquestre. Il est mis au secret à la Bastille en février 1767, puis au Mont-Saint-Michel à la suite des lettres patentes du 13 septembre 1767. Madame de Chanvalon est enfermée dans un couvent à Bizy, près de Vernon.
La notoriété de son frère protège le chevalier Turgot d'une condamnation. Toutefois, la lettre de cachet du 20 mai 1768 l'oblige de se tenir à au moins vingt lieues de Paris et des lieux habités par le roi pendant un an.
En 1765, Choiseul reconnaît dans un mémoire s'être trompé : « J’ai fait choix de sujets pour gouverner qui m’ont jeté dans des écarts épouvantables ».
Chanvalon est finalement réhabilité et le roi Louis XVI lui accorde une réparation morale et financière le 28 août 1781 en reconnaissant que le jugement de 1767 était illégal. Il reçoit une indemnité de 100 000 livres et une pension de 10 000 livres. Madame de Chanvalon reçoit 14 000 livres et une pension annuelle de 3 000 livres. Tous les biens des époux ayant été vendus dans de mauvaises conditions, ils sont ruinés malgré ces réparations. Chanvalon se plaint dans une lettre au ministre de la Marine que sa réhabilitation n'avait pas reçu la même publicité que sa condamnation et il obtient en 1786 d'être nommé conseiller honoraire au Conseil supérieur de la Martinique.

## Descendance
De son mariage avec Thérèse de Saint-Félix, le 14 mai 1748, à Bassens (Gironde), sont nés cinq enfants dont deux sont morts jeunes :
- Jean-Baptiste Charles Laurent Thibault de Chanvalon, né le 6 février 1751, entre dans la Marine en 1768, l part pour les Antilles en 1769 comme Écrivain. En 1770, il est embarqué sur la flûte le Gros Ventre qui transporte des troupes à l'île de France, il continue sur le même navire en 1771 en accompagnant Yves Joseph de Kerguelen de Trémarec dans son voyage de découverte dans les mers australes. Il revient à l'île de France en 1774. Recommandé par l'intendant, il est nommé écrivain en 1775, sous-commissaire en 1776 et commissaire en 1776. Il est nommé ordonnateur à l'île Bourbon en 1785. À la demande du gouverneur, il est relevé de ses fonctions à l'île Bourbon en 1789, il est nommé commissaire-général à l'île de France, mais le gouverneur se plaint de lui. Il est renvoyé comme ordonnateur à l'île Bourbon en 1792. Il revient à l'île de France en 1798 comme ordonnateur général faisant fonction d'intendant des îles de France et de Bourbon en remplacement de Du Puy En 1799, il se trouve à l'île Bourbon quand des habitants se révoltent et proclament leur indépendance. De nouvelles plaintes entraînent sa suspension de ses fonctions en 1805. Il passe aux Anglais le 8 juillet 1810 et est nommé à une haute fonction administrative qui est rapidement supprimée mais il reçoit une pension en 1811. L'île Bourbon étant rendue à la France en 1815, cette pension n'est plus payée. En 1817, il demande au gouvernement français à retrouver sa place d'ordonnateur. Le ministre lui répond en 1818 que cette fonction n'existe plus. Contrairement à ce qui a été écrit il n'est pas chevalier de la Légion d'Honneur, son nom ne figure pas dans la base de données de la Grande Chancellerie.(Attention la base Léonore n'est pas exhaustive !)
- Mathieu Édouard Thibault de Chanvalon, né en 1753, mort à Sainte-Lucie en 1778 ;
- Charles Louis Ambroise Thibault de Chanvalon, né en 1756, choisi d'entrer dans les ordres. Il est vicaire général à Tarbes quand il assiste à la mort de son père. Pendant la Révolution, il s'est opposé à ce que les prêtres jurent : «Je promets fidélité à la Constitution».

### Publications
- Voyage à la Martinique, contenant diverses observations sur la physique, l'histoire naturelle, l'agriculture, les mœurs, et les usages de cette isle, faites en 1751 et dans les années suivantes. )Paris, Cl. J. B. Bauche, 1763. Lu à l'Académie royale des sciences de Paris en 1761 (lien Gallica). Il traite entre autres des observations météorologiques qu'il y avait faites, de la topographie de l'ile et des mœurs de ses habitants. Ce classique comporte des considérations sur les esclaves de la Martinique.
- "Kourou ou l'ultime combat de la monarchie pour une Amérique française - étude d'une expédition coloniale 1763-1781", Marion F. Godfroy-Tayart de Borms, EHESS, juin 2009.
- "The Struggle for The Americas 1500-1763 - International History Seminar on Atlantic world" - HARVARD. The Kourou Expedition or The Ultimate Struggle of the Monarchy For A French America, Marion F. Godfroy-Tayart de Borms, august 2007
- "La Guyane sous l'Ancien Régime : Le désastre de Kourou et ses scandaleuses suites judiciaires", Jacques Michel  Ed l'Harmattan 1989